# Iwan Michejewitsch Sarjanow

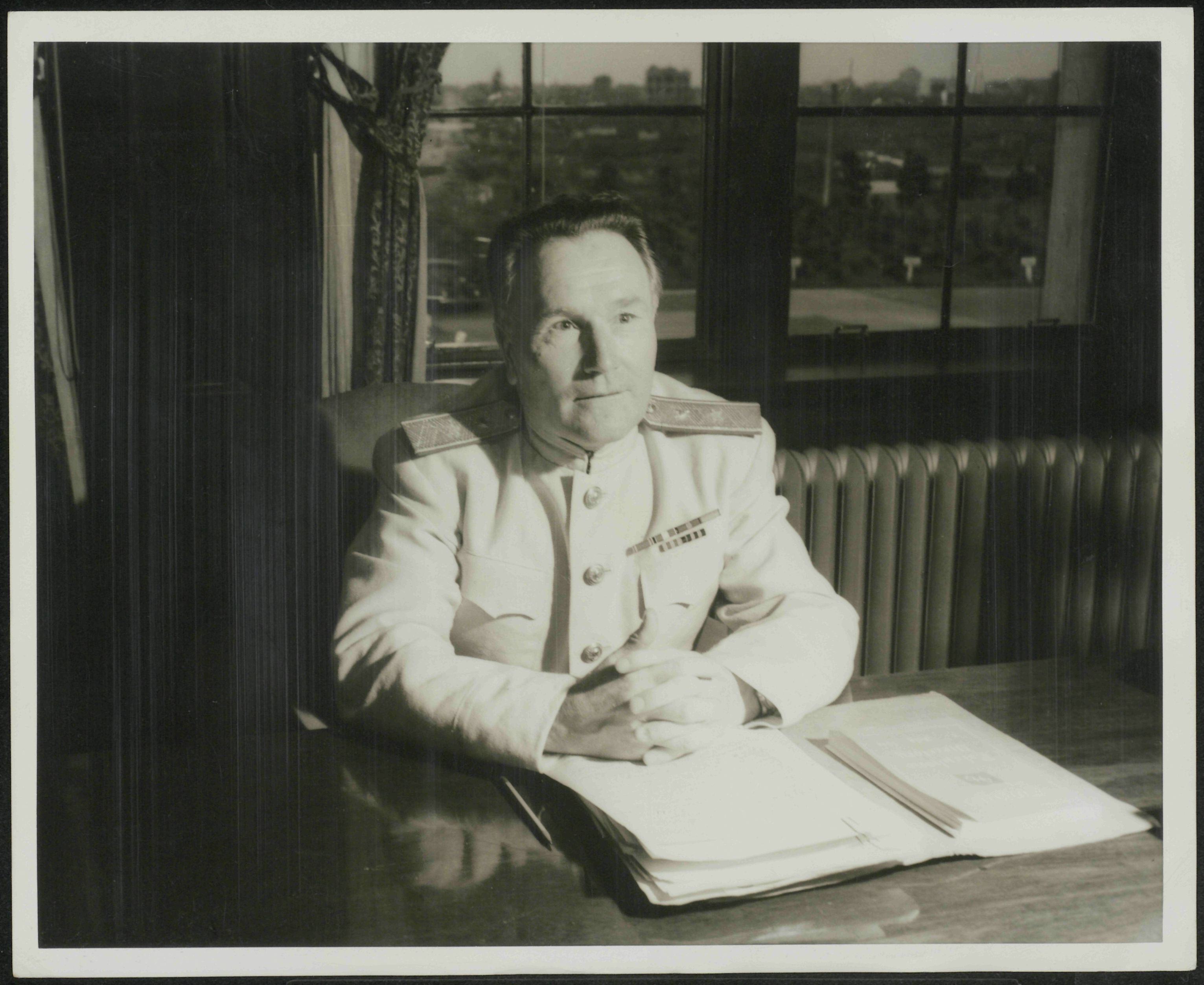
Sarjanow während seiner Zeit als Richter in Tokio

Iwan Michejewitsch Sarjanow (russisch Иван Михеевич Зарянов, englisch Ivan Michyevich Zaryanov, * 26. November 1894 in Rodinskaja, Bezirk Slobodskoi, Gouvernement Wjatka, Russisches Kaiserreich; † 4. September 1975) war ein sowjetischer Generalmajor sowie Richter am Internationalen Militärgerichtshof für den Fernen Osten, dem Gericht der Tokioter Prozesse, und dem Militärkollegium des Obersten Sowjets.

## Leben
Sarjanow wurde am 26. November 1894 in einer Siedlung im nordöstlichen Teil des europäischen Russlands geboren. Im Januar 1915 wurde er in die kaiserlich-russische Armee eingezogen. Er diente von 1918 bis 1920 als Teil des Militärgerichts des Militärbezirks Wjatka, im Anschluss als Präsident des Militärgerichts der 29. Infanteriebrigade. Von 1931 bis 1934 studierte er am Institut der Roten Professur. Er wurde danach Mitglied des Militärkollegiums des Obersten Sowjets, was er mindestens bis 1952 blieb und wo er Teil des Gremiums war, das Solomon Losowski und andere Dissidenten verurteilte. Auch war er Hauptankläger des Kriegszeit-Militärkollegiums. Er war Vorsitzender der Militärrechtsschule der Roten Armee. Bis Ende des Krieges wurde er zum Generalmajor der Justiz ernannt.
In den Jahren 1935 und 1938 war Sarjanow Richter bei den Schauprozessen gegen Trotzkisten und Anhänger Nikolai Bucharins.
Nach Ende des Zweiten Weltkrieges wurde Sarjanow zum sowjetischen Richter am Internationalen Militärgerichtshof für den Fernen Osten ernannt. Er war damit neben dem später berufenen amerikanischen Richter Myron C. Cramer nur einer von zwei Richtern im aktiven Militärdienst. Nach Walentina Nikolajewna Polunina war die sowjetische Delegation in Tokio, zu der Sarjanow gehörte, weniger an einem rechtlich einwandfreien Prozess interessiert als an einem erfolgreichen Ende des Prozesses. Nach Einschätzung von Experten versuchte die UdSSR den Prozess von Moskau zu leiten und ihre Personen in Tokio zu kontrollieren. Ein Beispiel hierfür war die Ablehnung der Todesstrafe durch Sarjanow im Prozess. Nach Einschätzung von Polunina handelte es sich dabei aber wohl nur um einen Ausdruck der sowjetischen Meinung, war doch die Todesstrafe in der UdSSR zu dieser Zeit abgeschafft. Nach ihrer Einschätzung war die persönliche Meinung Sarjanows eine andere, da er in den 1930ern an zahlreichen Schauprozessen beteiligt war, in denen Todesstrafen ausgesprochen wurden. Der russische Historiker Wassili Molodjakow ist der Ansicht, dass die sowjetischen Repräsentanten in Tokio den strengen Befehlen Stalins folgten. Sie sollten nicht für die Todesstrafe stimmen, ansonsten sich aber nicht gegen die Urteile und Entscheidungen des Gerichtshofes stellen. Eine weitere Hauptaufgabe war aber, möglichst viele Dokumente für eine japanische Aggression gegenüber der Sowjetunion in den Prozess einzubringen, denn die UdSSR musste den späten Kriegseintritt und den Bruch des Neutralitätspaktes rechtfertigen. Er sprach kein Englisch oder Japanisch, die beiden Sprachen des Gerichtshofes. Während des Prozesses kam es häufig dazu, dass die Richter kurze Noten an den Vorsitzenden Richter William Flood Webb senden mussten. Sarjanow musste jedoch zunächst seine Note an einen sowjetischen Übersetzer schicken, der diese erst übersetzen musste, bevor sie an den Vorsitzenden gesandt wurde. Sarjanow äußerte sich selbst darüber und sagte, dass er dies bedauere, so könne es sein, dass er gewisse Worte betonen möchte, der Übersetzer aber hingegen andere Worte betonen würde und es dadurch nicht mehr darauf ankomme, wie gut er spreche, da es den Vorsitzenden Richter in der Form nicht mehr erreiche. Diesen Umstand beklagte er auch gegenüber der Führung in Moskau und betonte, dass so seine Worte weniger rechtliches Gewicht haben könnten. Die Übersetzung von sowjetischer Seite war zu Beginn des Gerichtshofes besonders schlecht und teilweise unverständlich. So wurde teilweise aus dem Wort Botschafter (posol) Esel (osel), die sowjetische Übersetzung besserte sich aber über die Zeit. Während der Beratungen der Richter waren normalerweise keine anderen Leute zugelassen. Allein Sarjanow war es gestattet, seine 60-jährige Übersetzerin, eine Frau Bernstein, mitzubringen, die für ihn simultan übersetzte, nachdem sie auch Verschwiegenheit über die Beratungen geschworen hatte wie die Richter selbst. Sein Sprachdefizit war auch ein Störfaktor für einige seiner Kollegen. So sprach der Neuseeländer Erima Harvey Northcroft davon, dass die geringen Englischkenntnisse des Sowjets unangenehm seien, da man nie sicher sein könne, ob man mit ihm über das gleiche Thema spreche oder nicht. Northcroft beschrieb ihn jedoch auch als einen vernünftigen und kooperativen Kollegen.

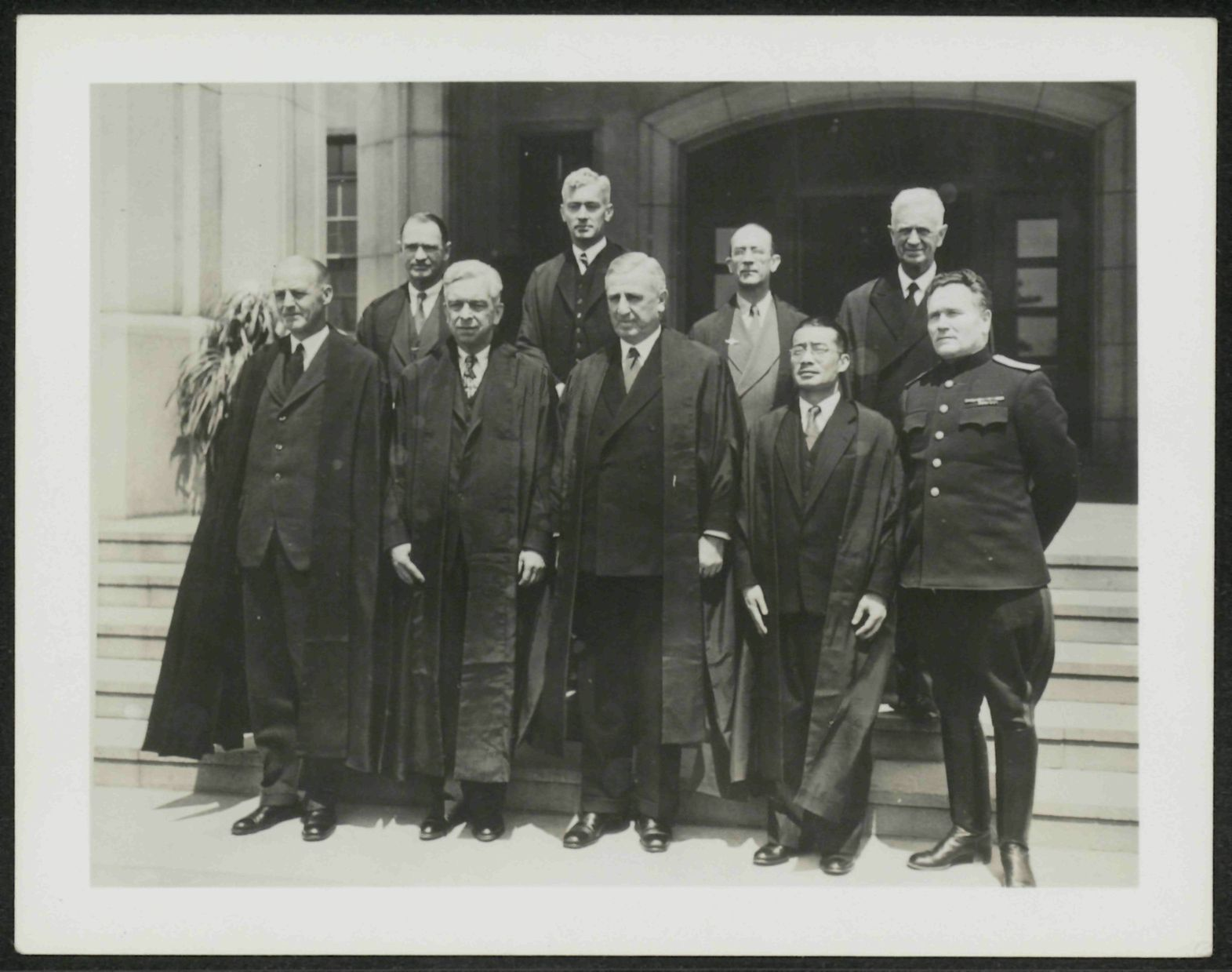
Sarjanow ganz rechts in der Gruppe von neun der elf Richter am Gerichtshof (Jaranila und Pal fehlen)

Im Urteil folgte er meist der Mehrheitsansicht. Das Wichtigste für die sowjetische Seite war sicherzustellen, dass keiner der Angeklagten freigesprochen wurde, da dies dem sowjetischen Narrativ nicht entsprechen würde. Er sah es als negativ an, dass die Mehrheit der Richter aus dem angloamerikanischen Rechtskreis stammte und daher auch der Gerichtshof sich an diesem orientierte. Aufgrund Sarjanows Bestehen übernahm das Urteil in Tokio einen Grundsatz Nürnbergs explizit nicht, nämlich dass Individuen internationale Pflichten haben, die über die nationalen Pflichten gegenüber ihrem Staat hinausgehen. Im Laufe der Beratungen schloss er sich der Gruppe um die Richter McDougall, Northcroft und Patrick an, die eine Mehrheitsmeinung schrieben, über die die Richter dann fast ein Jahr diskutierten. Auch ist es nach einigen Einschätzungen wohl so, dass einige Angeklagte ihr Leben seinem Widerstand gegen die Verhängung der Todesstrafe verdankten.
Während der Zeit in Japan lebte er im Hotel The Imperial in Tokio und fuhr einen luxuriösen amerikanischen Wagen, was ihm beides gestellt worden war. Nach Bericht eines Stenographen der sowjetischen Delegation pflegte Sarjanow während der Zeit in Tokio enge Kontakte zum amerikanischen Richter Cramer.
In der Zeit nach dem Tod Stalins wurde er seines Amtes als General enthoben und aus der Kommunistischen Partei ausgeschlossen. Begründet wurde dies damit, dass er in seiner Zeit im Militärkollegium des Obersten Sowjets „grobe Verletzungen des sozialistischen Rechtes“ begangen habe. Er starb am 4. September 1975.

## Auszeichnungen
- 1937: Orden des Roten Sterns[16]
- 1944: Rotbannerorden[16]
- 1944: Medaille „Für die Verteidigung Moskaus“[16]
- 1945: Leninorden[16]
- 1945: Medaille „Für den Sieg über Deutschland im Großen Vaterländischen Krieg 1941–1945“[16]

## Darstellung in Medien
In der Serie Die Tokioter Prozesse wurde er von Kestutis Stasys Jakstas gespielt. Die Serie zeigt insbesondere die Diskussionen der Richter untereinander.
Ebenso ist Sarjanow in den aus Archivmaterial erstellten Dokumentationen Death by hanging! – Der Kriegsverbrecherprozess von Tokio und der prämierten Tôkyô saiban zu sehen.